# Circeo Trebbiano
Il Circeo Trebbiano è un vino DOC la cui produzione è consentita nella provincia di Latina.

## Caratteristiche organolettiche
- colore: giallo paglierino chiaro
- odore: caratteristico, delicato gradevole
- sapore: secco, fresco, sapido con retrogusto caratteristico

## Produzione
Provincia, stagione, volume in ettolitri
- nessun dato disponibile